# Boris Nguéma Békalé
Boris Nguéma Békalé (ur. 7 grudnia 1984 w Kango) – gaboński piłkarz grający na pozycji bramkarza.

## Kariera klubowa
Karierę piłkarską Nguéma Békalé rozpoczął w klubie TP Akwembe Libreville. W 2002 roku zadebiutował w jego barwach w pierwszej lidze gabońskiej. W zespole tym grał przez 2 lata i następnie odszedł do innego stołecznego klubu, Delty Téléstaru. W 2005 roku zdobył z nim międzynarodowy puchar UNIFFAC Clubs Cup. Na początku 2006 roku odszedł do FC 105 Libreville. W 2007 roku wywalczył z nim mistrzostwo i Superpuchar Gabonu. W 2008 roku wrócił do Delty Téléstaru, a w 2009 roku został piłkarzem O'MbiliaNzami Libreville. Grał też w: US Bitam, AC Bongoville, CF Mounana i Cercle Mbéri Sportif.

## Kariera reprezentacyjna
W reprezentacji Gabonu Nguéma Békalé zadebiutował w 2003 roku. W 2010 roku został powołany przez selekcjonera Alaina Giresse'a do kadry na Puchar Narodów Afryki 2010. Na tym turnieju pełnił funkcję rezerwowego dla Didiera Ovono.